# 七股永吉吉安宮
永吉吉安宮位於臺灣臺南市七股區永吉里，主祀吳府千歲、池府千歲。「永吉」舊稱「公地尾」或「公地仔」，現今地方上仍常以「公地仔」慣稱。公地尾於日治初期加入西港慶安宮西港香，並有自組藝陣「天子門生」太平歌陣。

## 沿革
公地尾位於曾文溪七股區近出海口的北側，與溪南的安南區土城地區相對，境內的台17線國姓大橋是舊臺南縣通往臺南市區的重要幹道。戰後行政區重整時，由主神吳府千歲將村莊定名為「永吉村」，代表「永遠吉祥」之意。民國101年(2010)縣市合併後，改為「永吉里」。
清同治年間，陸續有學甲莊姓、宅口李姓、將軍莊姓、三寮灣曾姓、樹仔腳黃姓...等先民移民至公地尾開墾，吳府千歲、池府千歲係由當時的先民請到村裡供奉。初期並無建廟，而是供俸於民宅內。戰後，將村內一間朝向西邊的夜間公學堂(稱夜學仔)改為供奉場所，後因年久失修，村民再於民國58年（1969）新建朝南邊的公厝，民國59年（1970）落成，署名「吉安宮」。民國79年(1990)，曾文溪畔堤防邊173縣道預計拓寬30米，將影響到吉安宮的廟地，經吳府千歲、池府千歲指示，於村莊北側另建一座大廟。民國84年(1995)新廟體慶成，為今日之貌。
吉安宮吳府千歲、池府千歲信仰圈涵蓋多個聚落，除三百廿萬(三和宮)聚落之外，永吉里區域內皆屬於吉安宮信仰圈，大致包含公地仔本庄、東三股、西邊(城隍廟一帶)等聚落。

## 祀神

#### 主祀
- 池府千歲
- 吳府千歲
- 出巡池王

#### 同祀
- 代天巡狩
- 中壇元帥
- 黑虎將軍

#### 配祀
- 福德正神
- 註生娘娘

## 天子門生

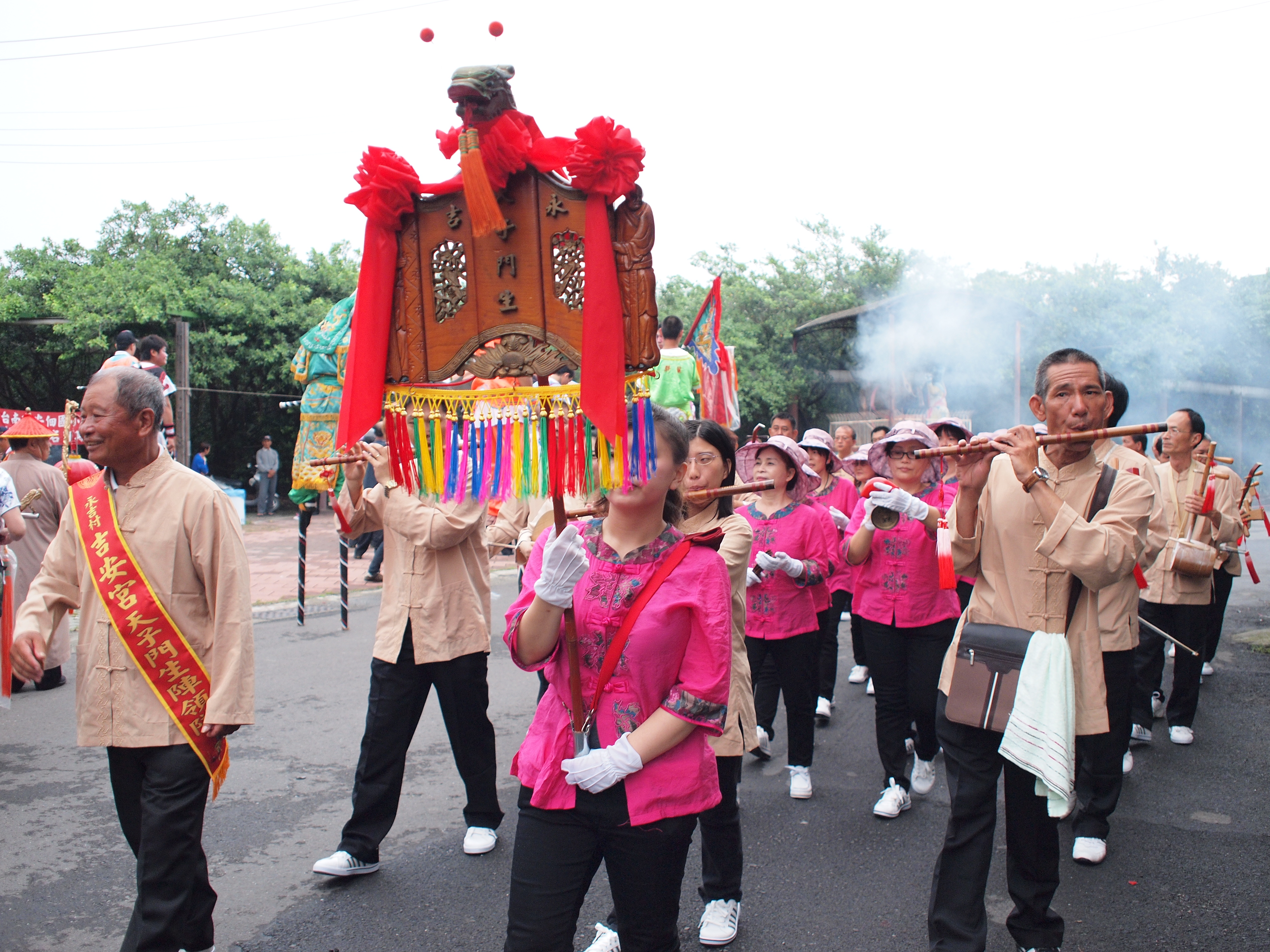
天子門生

天子門生又稱「太平歌陣」，由學甲的太平歌藝師傳承，成立於清光緒21年(1895年)，是吉安宮參加西港香所自組的音樂性藝陣。民國50年(1961)創下西港香的先例，招收女性擔任歌唱者，而後其他天子門生陣亦開始效仿。民國104年(2015)，臺南市政府將吉安宮「天子門生」核定為臺南市定傳統藝術保存團體。